# Diego Catalán Menéndez Pidal
Diego Catalán Menéndez-Pidal (Madrid, 16 de setembre de 1928 - Madrid, 9 d'abril de 2008) fou un filòleg i investigador espanyol.

## Vida i obra
Diego Catalán va ser net de l'eminent erudit Ramón Menéndez Pidal; era fill de Jimena Menéndez-Pidal Goyri (1901-1990), pedagoga, i del químic Miguel Catalán Sañudo (1894-1957). Als vuit anys, amb la Guerra Civil, es va traslladar amb la seva família de Madrid a Segòvia i va viure allà fins a l'any 1944 educat pels seus propis pares i avi. Després del batxillerat a l'escola que havia fundat la seva mare (el Colegio-Estudio, que volia reviure la Institución libre de Enseñanza), de 1944 a 1949 va estudiar Filologia Romànica a la Universitat Complutense amb Rafael Lapesa i sempre en contacte amb el seu avi, retirat de la vida pública per raons polítiques. Diego Catalán va acompanyar la vida científica del seu avi i esdevingué el curador del seu patrimoni científic després de la seva mort el 1968.
El 1951 es doctorà sota la direcció de Lapesa amb la tesi "Cronica de Alfonso XI. Una redacción amplia desconocida. Després d'un breu lectorat a Edimburg (1951-1952) va ser professor ajudant de la càtedra de Lapesa a Madrid. De 1954 a 1964 va ser catedràtic de Gramàtica Històrica a la Universitat de La Laguna a Tenerife, amb nombroses estances a l'estranger: Berkeley, Madison i Bonn (hi va ser el 1963-1964). El 1965 es va traslladar als Estats Units i va ensenyar a Berkeley, Madison i San Diego (1970-1988). El 1978 va ser elegit membre de l'Acadèmia Americana de les Arts i les Ciències. Després de no obtenir el 1979 la càtedra que havia deixat Rafael Lapesa a la Complutense de Madrid, en va obtenir una altra, el 1981 i fins a la seva jubilació, a la Universitat Autònoma de Madrid.
En l'obra de Catalán s'ha de distingir la seva obra pròpia i l'obra destinada a la preservació i continuació del llegat del seu avi. Pel que fa a la seva recerca, malgrat la seva formació filològica, sempre tingué un interès per la història i, en realitat, no produí obra lingüística des dels anys 70. Amb tot, també feu contribucions importants a la dialectologia i història de la llengua espanyola. Amb relació a la historiografia hispànica, publicà estudis sobre Alfons XI, Alfons X el Savi, 
De la preservació de l'obra del seu avi, destaquen els 40 anys de dedicació, entre la mort de Menéndez Pidal i la mort de Catalán, a l'"Archivo del Romancero". També la labor d'edició de moltes obres del Menéndez Pidal, que culmina amb la Historia de la lengua española, publicada el 2005.

## Obres
Especialista en temes lingüístics i literaris medievals, ha publicat:
- Poema de Alfonso X: fuentes, dialectos, estilo, Madrid: Gredos, 1953
- La escuela lingüística española y su concepción del lenguaje, Madrid, 1955.
- De Alfonso X al Conde de Barcelós: cuatro estudios sobre el nacimiento de la historiografía romance en Castilla y Portugal, Madrid: Gredos, 1962
- Siete siglos de Romancero. (historia y poesía), Madrid: Gredos, 1969
- Por campos del romancero: estudios sobre la tradición oral moderna. Madrid: Gredos, 1970.
- La Tradición oral manuscrita en la "Crónica de Alfonso XI", Madrid: Gredos, 1974
- Lingüística íbero-románica : crítica retrospectiva, Madrid: Gredos, 1974
- Diego Catalán et al., CGR : el. romancero pan-hispánico: catálogo general = the pan-hispanic ballad: general descriptive catalogue = Catálogo general del romancero = Teoría general y metodología del romancero pan-hispánico Madrid: Seminari Menéndez Pidal, 1983 1984
- El Español: orígenes de su diversidad, Madrid : Paraninfo, 1989
- Amb Álvaro Galmés de Fuentes, Las lenguas circunvecinas del castellano: cuestiones de dialectología hispano-románica, Madrid: Paraninfo, 1989
- Amb Mariano de la Campa i Débora Catalán Romancero general de León: antología 1899-1989, Madrid: Editorial de la Universidad Complutense, 1991, 2 vols.
- La Estoria de España de Alfonso X: creación y evolución, Madrid: Castalia, 1992
- De la silva textual al taller historiográfico alfonsí : códices, crónicas, versiones y cuadernos de trabajo, Madrid: Fundació Ramón Menéndez Pidal, 1997
- Arte poética del Romancero oral: los textos abiertos de creación colectiva, Madrid: Siglo XXI de España, 1997-1998
- El archivo del romancero: historia documentada de un siglo d'història(dos tomos), Madrid : Fundació Ramón Menéndez Pidal, 2001
- La épica española: nueva documentación y nueva evaluación, Madrid: Fundació Ramón Menéndez Pidal, 2001
- El Cid en la historia y sus inventores, Madrid : Fundació Ramón Menéndez Pidal, 2002
- Rodericus” romanzado, en los reinos de Aragón. Castilla y Navarra, amb la col·laboració de Enrique Jerez, Madrid: Fundación Ramón Menéndez Pidal, 2005.
- Edición y notas de Historia de la lengua per Ramón Menéndez Pidal,(I tom); Una catedral para una lengua. Introducción a la Historia de la lengua española de Menéndez Pidal (II tom), Madrid: Fundación Ramón Menéndez Pidal y Real Academia Española, 2005 i 2006